# Кондом (Жер)
Кондо́м (фр. Condom) — муніципалітет у Франції, у регіоні Окситанія, департамент Жер. Населення — 6466 осіб (01.01.2021).
Муніципалітет розташований на відстані близько 570 км на південь від Парижа, 95 км на північний захід від Тулузи, 39 км на північний захід від Оша.

## Історія
До 2015 року муніципалітет перебував у складі регіону Південь-Піренеї. Від 1 січня 2016 року належить до нового об'єднаного регіону Окситанія.

## Демографія
Динаміка населення (INSEE ):
Розподіл населення за віком та статтю (2006):
| Стать | Всього | До 15 років | 15-24 | 25-44 | 45-64 | 65-85 | Понад 85 |
| --- | ------ | ----------- | ----- | ----- | ----- | ----- | -------- |
| Чоловіки | 3348   | 580         | 324   | 620   | 960   | 776   | 88       |
| Жінки | 3792   | 396         | 340   | 728   | 1108  | 992   | 228      |
| \| Статево-вікова піраміда \| Статево-вікова піраміда \| Статево-вікова піраміда \| \| ----------------------- \| ----------------------- \| ----------------------- \| \| Чоловіки \| Вік \| Жінки \| \| 88 \| 85 + \| 228 \| \| 172 \| 80-84 \| 248 \| \| 204 \| 75-79 \| 280 \| \| 176 \| 70-74 \| 244 \| \| 224 \| 65-69 \| 220 \| \| 180 \| 60-64 \| 200 \| \| 244 \| 55-59 \| 352 \| \| 284 \| 50-54 \| 304 \| \| 252 \| 45-49 \| 252 \| \| 156 \| 40-44 \| 192 \| \| 216 \| 35-39 \| 232 \| \| 148 \| 30-34 \| 180 \| \| 100 \| 25-29 \| 124 \| \| 156 \| 20-24 \| 156 \| \| 168 \| 15-20 \| 184 \| \| 212 \| 10-14 \| 172 \| \| 144 \| 5-9 \| 104 \| \| 224 \| 0-4 \| 120 \| |        |             |       |       |       |       |          |
| Статево-вікова піраміда |        |             |       |       |       |       |          |
| Чоловіки | Вік    | Жінки       |       |       |       |       |          |
| 88 | 85 +   | 228         |       |       |       |       |          |
| 172 | 80-84  | 248         |       |       |       |       |          |
| 204 | 75-79  | 280         |       |       |       |       |          |
| 176 | 70-74  | 244         |       |       |       |       |          |
| 224 | 65-69  | 220         |       |       |       |       |          |
| 180 | 60-64  | 200         |       |       |       |       |          |
| 244 | 55-59  | 352         |       |       |       |       |          |
| 284 | 50-54  | 304         |       |       |       |       |          |
| 252 | 45-49  | 252         |       |       |       |       |          |
| 156 | 40-44  | 192         |       |       |       |       |          |
| 216 | 35-39  | 232         |       |       |       |       |          |
| 148 | 30-34  | 180         |       |       |       |       |          |
| 100 | 25-29  | 124         |       |       |       |       |          |
| 156 | 20-24  | 156         |       |       |       |       |          |
| 168 | 15-20  | 184         |       |       |       |       |          |
| 212 | 10-14  | 172         |       |       |       |       |          |
| 144 | 5-9    | 104         |       |       |       |       |          |
| 224 | 0-4    | 120         |       |       |       |       |          |

## Економіка
2010 року серед 3948 осіб працездатного віку (15—64 років) 2720 були активними, 1228 — неактивними (показник активності 68,9%, у 1999 році було 68,9%). З 2720 активних мешканців працювало 2370 осіб (1238 чоловіків та 1132 жінки), безробітними було 350 (170 чоловіків та 180 жінок). Серед 1228 неактивних 275 осіб було учнями чи студентами, 497 — пенсіонерами, 456 були неактивними з інших причин.

У 2008 році у муніципалітеті було на обліку 3185 оподаткованих домогосподарств, у яких проживали 6678,5 особи, медіана доходів виносила 15 575 євро на одного особоспоживача.
У 2010 році в муніципалітеті числилось 3164 оподатковані домогосподарства, у яких проживали 6661,0 особи, медіана доходів виносила 16 053 євро на одного особоспоживача